# Адамс, Уильям (штурман)
Уи́льям А́дамс (англ. William Adams; 24 сентября 1564 — 16 мая 1620), также известный под японским именем Миура Андзин (яп. 三浦按針 штурман с Миура) — английский мореплаватель, штурман и торговец. В 1600 году Адамс в составе экспедиции Голландской Ост-Индской компании достиг берегов Японии, став первым англичанином, посетившим эту страну. Японские власти не позволили Адамсу и второму помощнику Яну Йостену ван Лоденстейну покинуть Японию, и моряки вынужденно поселились в её пределах, став первыми самураями — выходцами из Европы.
Адамс служил советником сёгуна Токугава Иэясу и занимался для него строительством первых кораблей западного образца, пригодных для дальних морских путешествий. Благодаря его деятельности на службе сёгуна Англия и Голландия смогли начать торговлю с Японией, получив право основать свои фактории; Адамс также активно участвовал в торговле на сюинсэнах и сам организовал четыре морские экспедиции на Индокитай. Он прожил 20 лет в Японии и умер в 1620 году в возрасте 55 лет. В честь Уильяма Адамса назван квартал в Токио Андзин-тё («квартал штурмана»). Необычная биография Адамса стала основой для многих книг — как документальных, так и художественных, как «Сёгун» Джеймса Клавелла — и даже компьютерных игр.

## Биография

### Ранние годы
Уильям Адамс родился в городе Джиллингем в графстве Кент (Англия).
Точная дата его рождения неизвестна, установлено лишь, что 24 сентября 1564 года мальчика крестили. В 12 лет Уильям остался без отца и был отдан на обучение к Николасу Диггинсу, владельцу судостроительной верфи в районе Лондона Лаймхаусе.
В течение следующих 12 лет Уильям изучал корабельное дело, астрономию и навигацию. Желание стать хорошим моряком было сильнее, и, оставив судостроение, Уильям поступил на службу в Королевский военно-морской флот Великобритании, где ходил в плавание под началом самого Фрэнсиса Дрейка.
В 1588 году во время Гравелинского сражения с испанской Непобедимой армадой, будучи шкипером на корабле «Ричард Даффилд» (англ. Richarde Dyffylde), Уильям поставлял продовольствие и боеприпасы для английского флота.
Следующие десять лет Уильям много ходил на голландских торговых судах, принимал участие в плавании к берегам Африки и в двухлетней экспедиции в Арктику, посвященной поискам Северного морского пути.
20 августа 1589 года Уильям Адамс женился на Мэри Хин и у них родилась дочь Деливеренс.

### Экспедиция на Дальний Восток

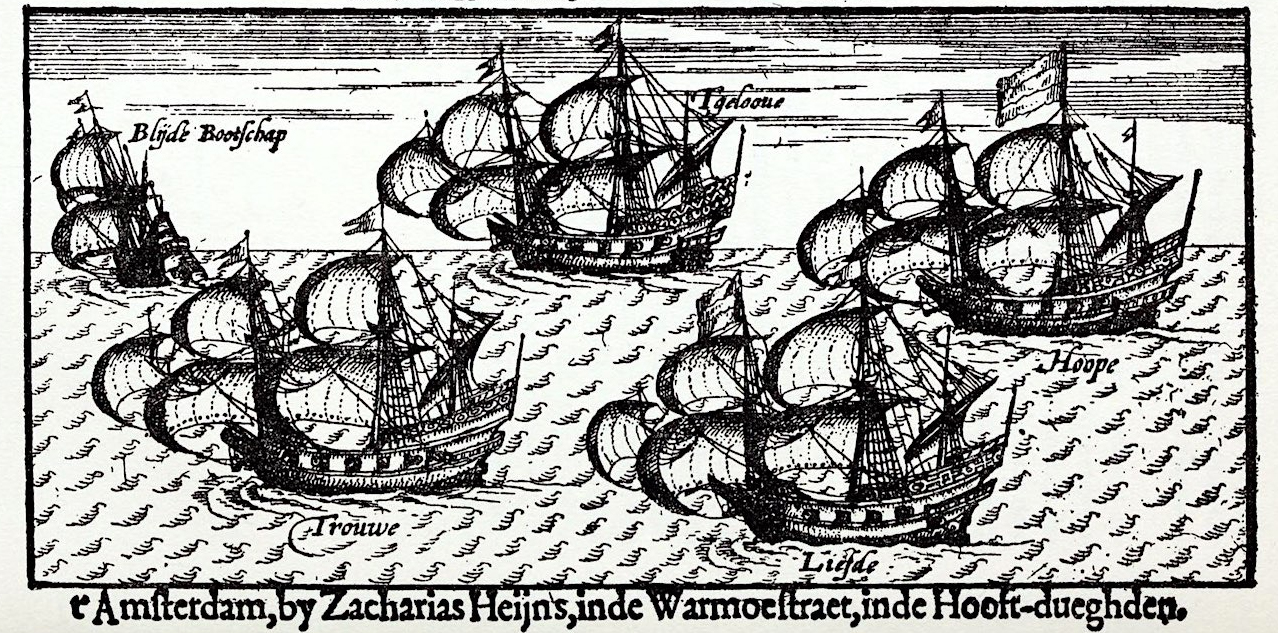
Пять кораблей голландской флотилии

В 1598 году в возрасте 34 лет Уильям Адамс согласился принять участие в экспедиции на Дальний Восток.
В плавание через Атлантический и Тихий океаны отправлялась флотилия из пяти голландских кораблей, под командованием Якоба Маху. Адамс был приглашен в качестве штурмана.
Названия кораблей, входившие во флотилию:
- «Хоп» (нидерл. De Hoop, «Надежда»), капитан — Якоб Маху, после его смерти — Симон де Кордес.
- «Лифде» (нидерл. De Liefde, «Милосердие»),
- «Гелоф» (нидерл. Het Geloof, «Вера»),
- «Троу» (нидерл. De Trouw, «Верность»),
- «Блейд Бодскап» (нидерл. Blijde Boodschap, «Благая весть»).

Изначально задача экспедиции состояла в следующем — доплыть до западного побережья Южной Америки и продать груз, а в случае неудачи достичь берегов Японии, сбыть груз и закупить специи на Молуккских островах перед возвращением в Европу. Уильям Адамс был штурманом на «Лифде», который имел на своём борту груз, состоящий из товаров на продажу (шерстяная ткань, зеркала, очки, гвозди, железо, молотки) и оружия (19 бронзовых орудий, 5 тыс. пушечных ядер, 500 мушкетов, 300 книппелей, две тонны пороха и 350 зажигательных стрел).
В июне 1598 года флотилия выступила в путь из Роттердама. Путешествие длилось около девятнадцати месяцев и проходило очень тяжело, бо́льшая часть моряков погибла в дороге, закончилось продовольствие и пресная вода. Лишь три судна из пяти смогли пересечь Магелланов пролив. Шторм у берегов Чили рассеял корабли, «Гелоф» отнесло от остальных кораблей и команда приняла решение вернуться обратно в Голландию, из 109 человек первоначальной команды в июле 1600 года домой вернулись лишь 36.
Последовавший за ним «Троу» оказался менее удачлив, попав в январе 1601 года в плен к португальцам. Из трёх оставшихся кораблей «Блейд Бодскап» был захвачен испанцами, а «Хоп» потерялся во время сильного шторма. Путешествие к берегам Японии продолжил лишь «Лифде», из всей команды в живых корабля осталось лишь 24 человека, но и они были измучены и крайне истощены.

### Прибытие в Японию

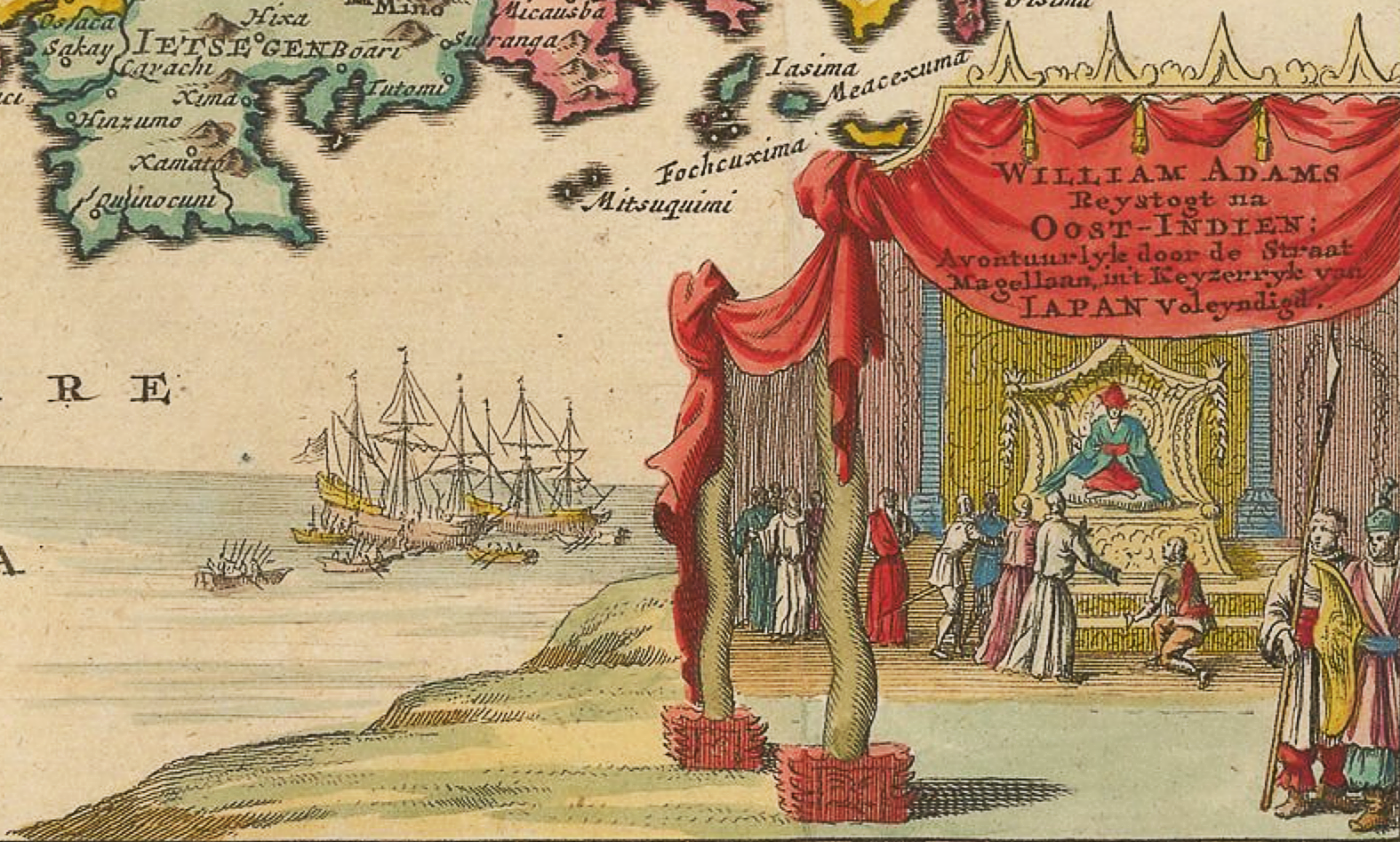
Встреча Уильяма Адамса и Токугава Иэясу, деталь карты голландского издателя Питера ван дер Аа, 1707 год

В апреле 1600 года «Лифде» бросил якорь у северо-восточного берега острова Кюсю. Судно было встречено местными жителями, экипаж был доставлен на берег и получил необходимую помощь. Португальские иезуиты, не желавшие терять монополию на торговлю с Японией, утверждали, что голландский корабль — это пиратское судно. Судно и его груз были конфискованы, всю команду заключили в тюрьму в замке Осака по приказу Токугава Иэясу, даймё провинции Микава и будущего сёгуна.
Капитан «Лифде» Якоб Квакернак был сильно ослаблен после путешествия, и в качестве представителя от команды был выбран Уильям Адамс. Ещё одной причиной, по которой Уильям был выбран для переговоров, был тот факт, что он владел португальским языком и в то время это был единственный возможный язык общения между японцами и европейцами. 12 мая 1600 года произошла первая встреча Токугава Иэясу и Уильяма Адамса.
Из письма Уильяма Адамса своей жене, которое он написал 11 лет спустя:

12 мая 1600 года я прибыл в город, где проживал великий король, который приказал доставить меня ко двору. Его дворец — прекрасное здание, богато украшеное позолотой. Он встретил меня очень приветливо, даже, я бы сказал, благосклонно, подавая мне различные знаки, часть которых я понял. Наконец, появился человек, говоривший по-португальски. Через него король задал мне ряд вопросов: откуда мы родом, что побудило нас отправиться в столь далёкое путешествие и прибыть в его страну.
В течение мая и июня Токугава Иэясу трижды давал распоряжение привести к нему Уильяма для разговора. Темами для разговоров были цели прибытия корабля в Японию, местоположение Англии на карте мира и возможность торговых отношений Японии с Англией и Голландией. Ответы Уильяма успокоили будущего сёгуна, спустя месяц после заточения команду отпустили на свободу, Токугава распорядился обеспечить содержание и рисовый паёк каждому члену команды. Единственным запретом для них было возвращение на родину. О дальнейшей судьбе большинства членов команды «Лифде» почти ничего не известно.

### Первый иностранный самурай
Позже по просьбе Токугавы Уильям Адамс часто возвращался в его дворец, вёл беседы о географии и истории Европы, делился знаниями астрономии и преподавал сёгуну основы арифметики и геометрии. В дальнейшем Уильям Адамс стал переводчиком Токугавы.
В 1602 году Адамс просил разрешения сёгуна отремонтировать «Лифде» и вернуться на родину, но получил твёрдый отказ. В 1604 году Токугава Иэясу приказал Адамсу помогать в строительстве парусного судна в западном стиле. Под руководством Адамса в городе Ито (префектура Сидзуока) японские кораблестроители построили судно водоизмещением 80 тонн по образцу «Лифде», парусник использовался для исследования японского побережья.
В 1608 году от имени Токугавы Уильям Адамс отправил письмо губернатору Филиппин с намерением установить торговые отношения с Новой Испанией. Обмен дружественными письмами положил официальное начало отношениям между Японией и Новой Испанией.
В Англии у Адамса остались жена и дети, но Иэясу запретил англичанину покидать Японию. Он дал Адамсу новое имя — Андзин-сама, что значит «Главный штурман», позднее подарил большое поместье Миура в Хэми (современный город Йокосука, префектура Канагава), около 80-90 крестьян и два меча, подтверждавшие его статус самурая. Также Адамс был удостоен звания «хатамото» (знаменосец). Иэясу постановил, что отныне шкипер Уильям Адамс мертв и рождён самурай Андзин Миура (яп. 三浦按針), поскольку мужчине в Японии при посвящении в самураи дается новое имя, более соответствующее. Гербом Андзина Миуры стала пушка, по личному указанию Иэясу Токугавы.
Такие события фактически оставляли жену Адамса вдовой (что, однако, не мешало Адамсу регулярно посылать ей деньги вплоть до 1613 года через английских и голландских моряков) и давали ему свободу для того, чтобы состоять на службе у сёгуна на законных основаниях.
Занимаясь торговлей, Адамс постепенно разбогател и заработал определённое влияние. Он купил себе дом в Эдо, женился на японке «дворянского сословия» — дочери даймё Магоме Сикибу, у них родились двое детей — сын Джозеф и дочь Сюзанна.

### Смерть

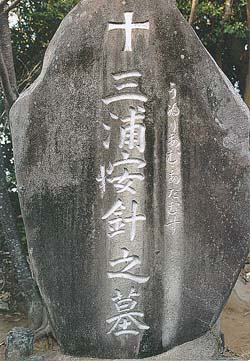
Памятник Уильяму Адамсу на острове Хирадо

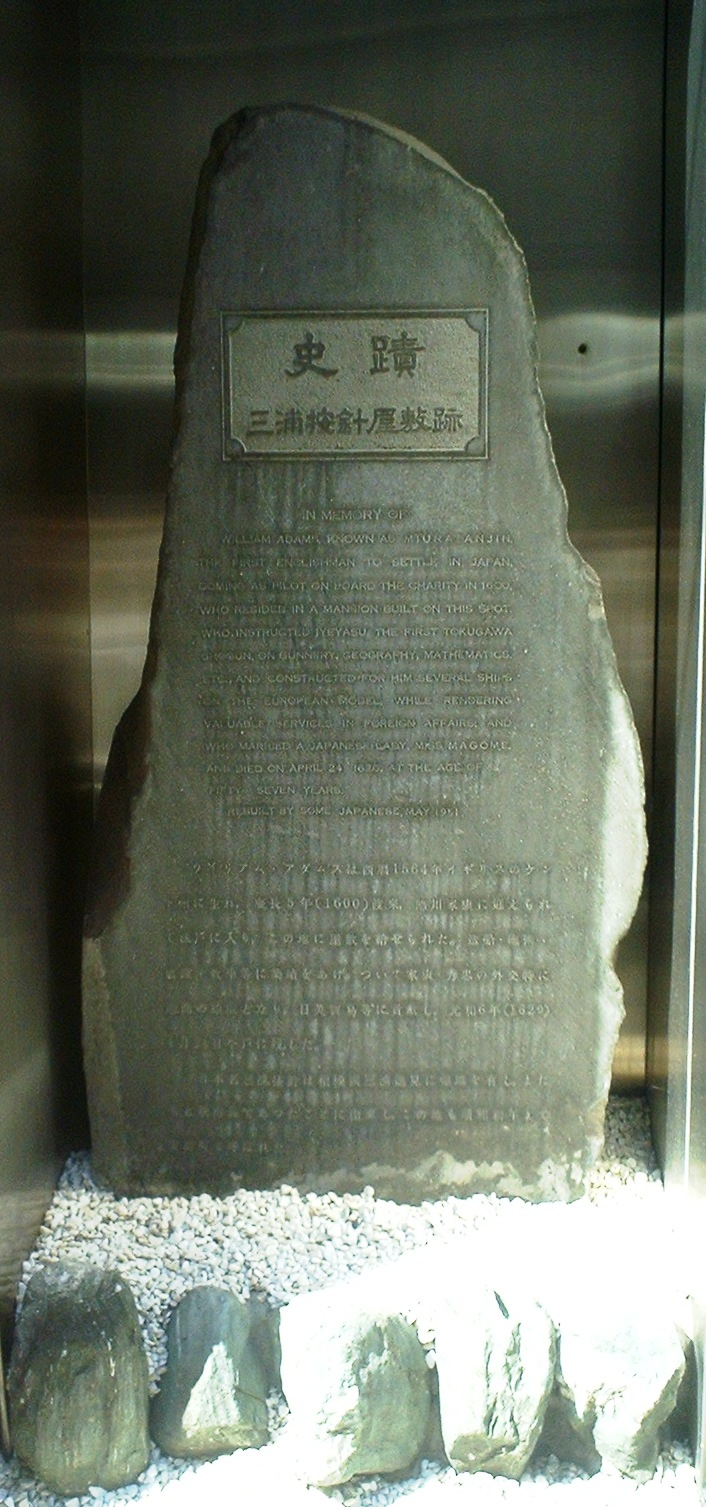
Памятник Уильяму Адамсу в Токио

Уильям Адамс скончался 16 мая 1620 года на острове Хирадо (префектура Нагасаки) в возрасте 55 лет. Перед смертью он завещал разделить своё имущество поровну между двумя семьями — в Англии и в Японии. По некоторым предположениям прах Адамса был перевезён и перезахоронен в поместье в Хэми, подаренном ему сёгуном.
В мае 2020 года останки в мемориальном парке в Хирадо были предварительно идентифицированы как останки Уильяма Адамса.
Сын Адамса Джозеф стал удачливым торговцем и успешно продолжал дело отца до 1635 года, когда был введён запрет на выезд из страны и началась политика самоизоляции.

## След в культуре
В 1636 году сын Уильяма Адамса Джозеф поставил надгробный памятник на могиле отца. В 1905 году в Хэми был построен мемориальный парк, где в 1918 году в честь Адамса была поставлена мемориальная колонна.
В честь Миура Андзин названы квартал в Токио (Андзин-тё), деревня и железнодорожная станция в городе Йокосука. Ежегодно 10 августа в городе Ито (префектура Сидзуока) проводится фестиваль в честь Адамса. Ито и Йокосука — города-побратимы родного города Адамса — Джиллингема. В 1934 году в Джиллингеме состоялось торжественное открытие памятника Адамсу.
Наиболее известной из посвященных Адамсу книг стал роман американского писателя Джеймса Клавелла «Сёгун» (1975), ставший первым в цикле «Азиатская сага». Адамс послужил прообразом главного героя Джона Блэкторна. 1980 году роман был экранизирован в виде одноимённого мини-сериала «Сёгун», роль Блэкторна сыграл Ричард Чемберлен. В 2024 году роман был повторно экранизирован. В романе «Рыцарь золотого веера» (1973) Кристофера Николя Адамс выведен под реальным именем.
Уильям Адамс послужил прообразом «самурая Уильяма» — героя компьютерной игры Nioh (2017). Действие игры происходит в фантастической версии Японии периода Сэнгоку, оформленной в духе тёмного фэнтези; наряду с историческими персонажами наподобие Токугава Иэясу Уильям сталкивается и со сверхъестественными существами из японской мифологии — демонами и привидениями.